# Guglielmo Ebreo
Pour les articles homonymes, voir Ambrosio.
Guglielmo Ebreo da Pesaro, en français Guillaume le Juif (latin : Guilielmus Hebraeus Pisauriensis), né à Pesaro vers 1420 et mort à Florence le 21 avril 1484, est un maître à danser, chorégraphe et théoricien de la danse de la Renaissance italienne, élève et disciple de Domenico da Piacenza.
De confession juive (son surnom ebreo veut dire « Hébreu »), dans le contexte de la reconquista en Espagne, il se convertit au catholicisme vers 1460 et change son nom en Giovanni Ambrosio. Vers 1463, il rédige un traité de danse qui aura une grande diffusion à travers l'Italie : De pratica seu arte tripudii vulgare opusculum. Après une première partie théorique, l'ouvrage comporte une partie pratique, sous forme de dialogue entre un maître et son élève. S'ensuit une description de 31 basses danses et balli composés par lui, par Domenico da Piacenza et par Laurent de Médicis, pour lequel il aurait pu travailler. 

## Œuvres
- (it) Guilielmus Hebraeus Pisauriensis, De pratica seu arte tripudii, 1463, Manuscrit copié par Paganus Raudensis en écriture humanistique (lire en ligne)